# Округ Мар (Монтана)
Мар (енгл. Meagher County) је округ у америчкој савезној држави Монтана.

## Демографија
По попису из 2010. године број становника је 1.891, што је 41 (-2,1%) становника мање него 2000. године.
| Група             | 2000.         | 2010.         |
| Белци             | 1.870 (96,8%) | 1.827 (96,6%) |
| Афроамериканци    | 0 (0,0%)      | 2 (0,1%)      |
| Азијати           | 3 (0,2%)      | 6 (0,3%)      |
| Хиспаноамериканци | 29 (1,5%)     | 28 (1,5%)     |
| Укупно            | 1.932         | 1.891         |